# Дюссельдорф-Фридрихштадт
Фридрихштадт (нем. Friedrichstadt) — административный район Дюссельдорфа, расположенный между центром города и районом Дюссельдорфа Бильк в 3-м округе города. На площади 1,1 км² проживает 20 180 человек (по состоянию на 31 декабря 2023 года). Плотность населения составляет 18 345 человек/км², что делает этот район самым густонаселённым в Дюссельдорфе и одним из самых густонаселённых районов Германии.

## Географическое положение
На западе Фридрихштадт граничит с Унтербильком, на северо-западе — с Карлштадтом, на севере — с центром города, на востоке — с Обербильком, а на юге — с Бильком.

## История

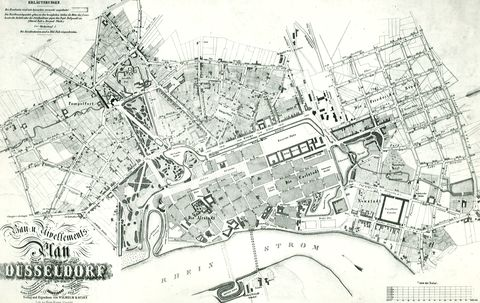
План застройки города Дюссельдорфа в 1854 году с расширением городских районов между Кёнигсаллее, Остштрассе и Фридрихштадтом

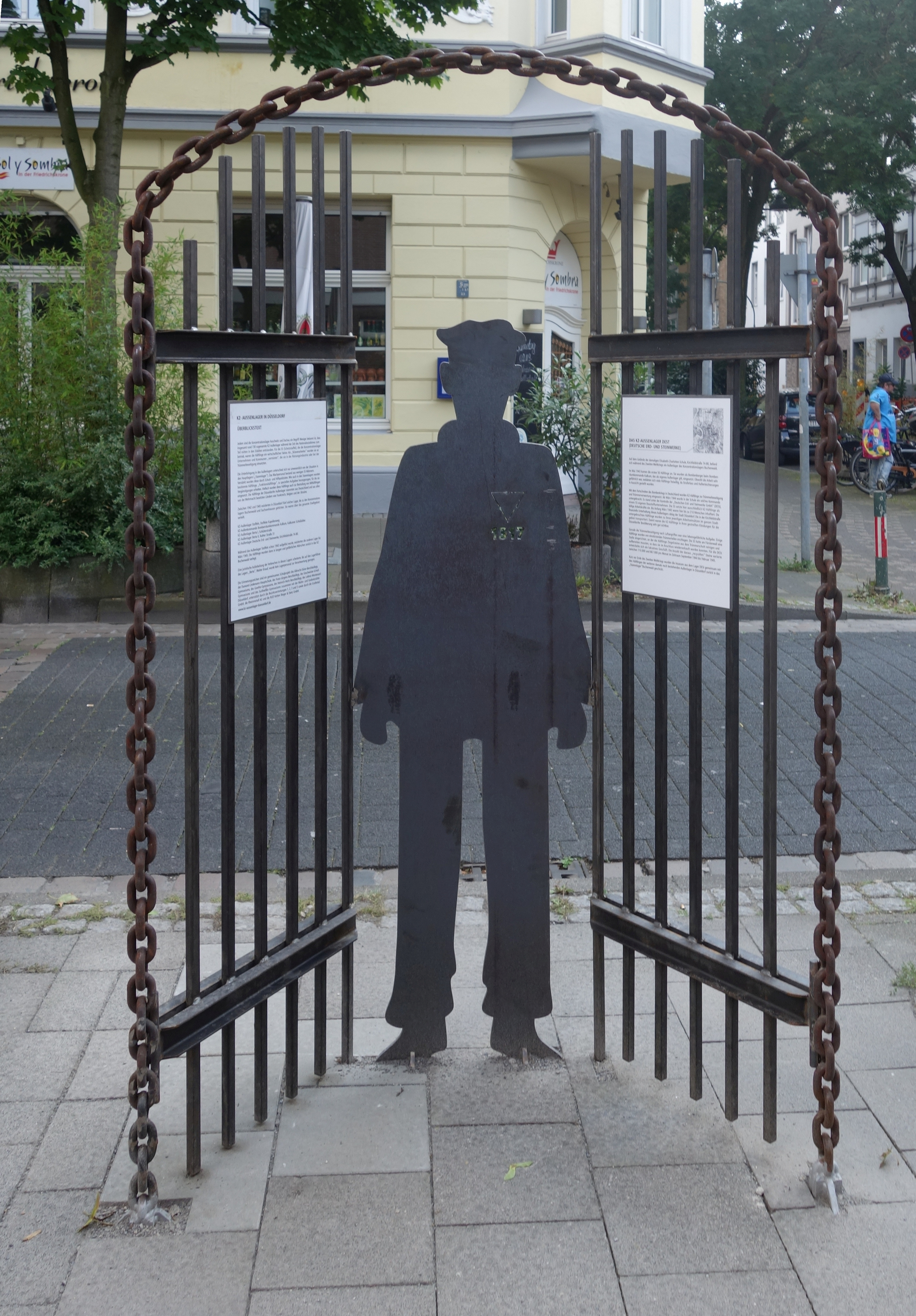
Мемориал концлагеря на Кирхфельдштрассе

Фридрихштадт — молодой район старого Дюссельдорфа. Он был построен в середине XIX века в результате расширения города на юг в сторону Билька. Еще в 1831 году был составлен план развития будущего Фридрихштадта, однако непосредственное освоение территории началось только в 1846 году. 3 июля 1854 года было выдано разрешение на строительство, и вскоре после этого начались строительные работы в районе, который был полностью спроектирован по чертежам с его основным узором, напоминающим шахматную доску. Район получил свое название в 1852 году в честь прусского короля Фридриха II. Первоначально район был известен как «Валахия», вероятно, из-за его изначально довольно болотистой почвы.
Новый Фридрихштадт вскоре превратился в излюбленный жилой район, особенно для государственных служащих и офицеров. С открытием железнодорожной станции в 1878 году в районе обосновалась промышленность, что ускорило его экономическое развитие, однако характер жилого города тем не менее остался. Большая часть построек эпохи грюндерства сохранилась до наших дней.
Зеленые зоны с прудами Шваненшпигель и Кайзертайх были созданы Максимилианом Фридрихом Вайе. В 1880 году прусский парламент Рейнской области переехал в Штендехаус, где до 1988 года размещался парламент земли Северный Рейн-Вестфалия. Сегодня здание называется К21 и является филиалом Художественного собрания земли Северный Рейн-Вестфалия. Сегодня здание, а также окружающие его зеленые зоны и пруды принадлежат району Унтербильк.
Во время Второй мировой войны в школе Элизабет-Шарлоттен (ныне школа Дюмон-Линдеманн) по адресу Кирхфельдштрассе 74–80 размещался филиал концлагеря Deutsche Erd- und Steinwerke GmbH (DESt) по сбору строительных материалов. В Фюрстенвалле СС организовали место, где заключенные очищали старые кирпичи от обломков, а затем снова их продавали.

## Население

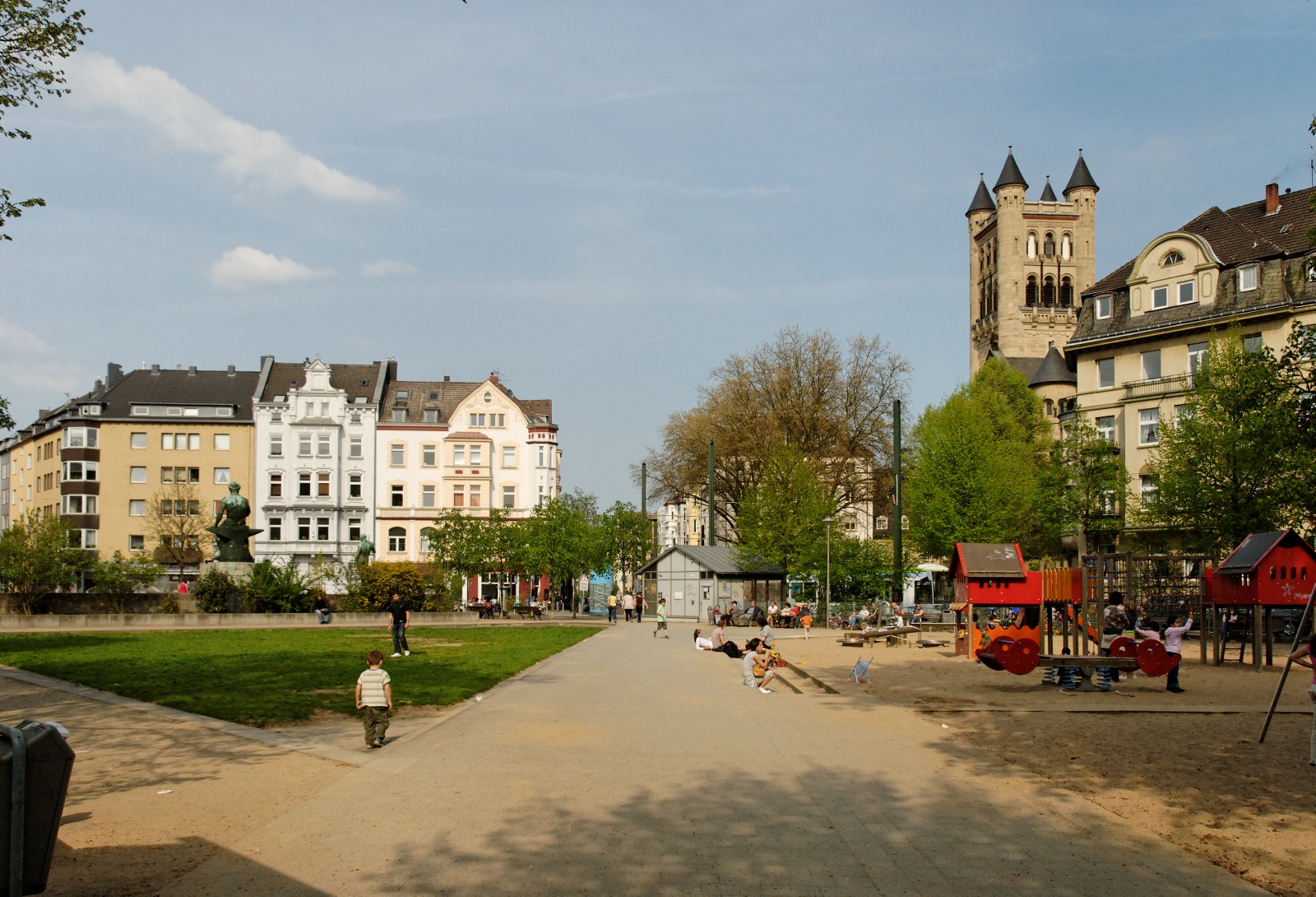
Площадь Фюрстенплац

В районе доля домохозяйств, состоящих из одного человека, выше среднего: 69,4% домохозяйств состоят из одного человека. Для сравнения, доля домохозяйств, состоящих из одного человека, в Дюссельдорфе составляет в среднем 54%. Кроме того, во Фридрихштадте доля иностранцев выше среднего — 35,1%, тогда как в Дюссельдорфе средний показатель составляет 25,1%.
Учитывая высокую плотность населения, в самом районе очень мало примечательных зеленых насаждений. Единственным местом отдыха и игровой площадкой в центре района является историческая площадь Фюрстенплац. Площадь отличается от шахматной сетки улиц, которая доминирует во Фридрихштадте, благодаря своей округлой планировке с севера и юга и нескольким боковым улицам, идущим к ней по диагонали.

## Экономика

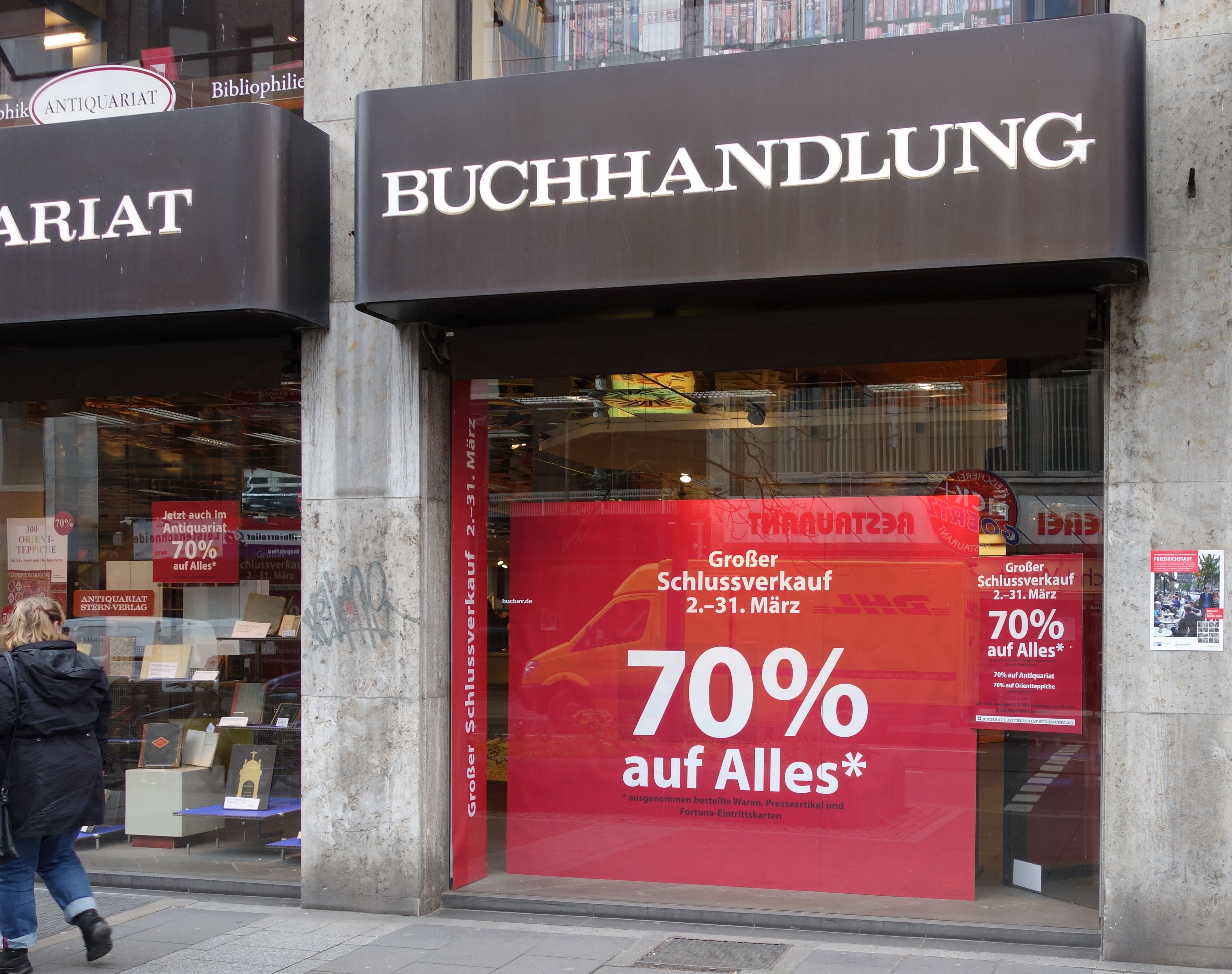
Теперь это уже история — Stern Verlag

Фридрихштрассе на западе района, наряду с Нордштрассе и Ретельштрассе, является одной из самых посещаемых торговых улиц за пределами центра города. До марта 2016 года здесь располагался крупнейший в Дюссельдорфе (и один из крупнейших в Германии) книжный магазин Stern-Verlag с торговой площадью 8000 квадратных метров. На восточной стороне Фридрихштрассе, в нескольких административных зданиях располагаются кредитная организация Portigon AG и Рейнская сберегательная касса.
Фридрихштадт в основном является местом работы в сфере услуг — социального страхования, юридического, налогового и бизнес-консалтинга и аудита, а также в банковской сфере и частном страховании. В округе находится штаб-квартира Немецкого пенсионного страхования Рейнланда; Он расположен во втором по высоте небоскребе Дюссельдорфа (122 метра), бывшем главном здании LVA.
Самая важная транспортная артерия района — Корнелиусштрассе, которая проходит с севера на юг и соединяет автомагистраль А46 с Берлинер Аллее на севере, а оттуда — с центром города. Это приводит к увеличению нагрузки на транспорт для жителей, особенно утром и ближе к вечеру.
До 1982 года производство знаменитых конфет Maoam (Haribo) располагалось на Хильдебрандтштрассе во Фридрихштадте. В здании бывшего завода сейчас располагается Креативный центр.

### Транспорт

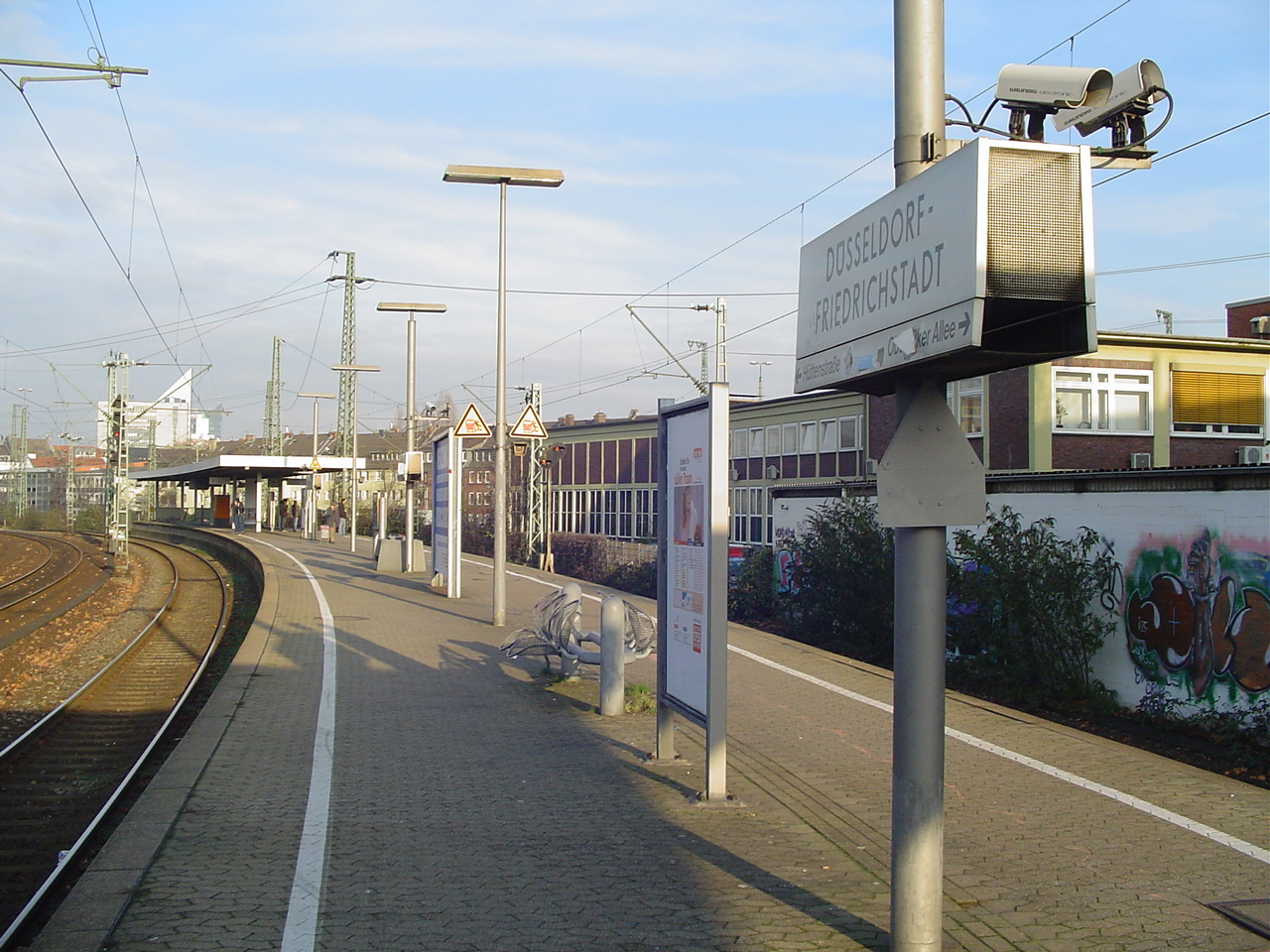
Остановочная платформа Дюссельдорф-Фридрихштадт

Район Фридрихштадт расположен во внутренней части города. В пешей доступности находятся многочисленные автобусные и трамвайные линии. В этом же районе расположена платформа пригородных электропоездов Дюссельдорф-Фридрихштадт, примерно в 1 км к югу от главного вокзала Дюссельдорфа. С платформы отправляются электрички в Мёнхенгладбах, Нойс, Кёльн, Вупперталь, Хаген и аэропорт Дюссельдорфа. С платформы пассажиры могут выходить на Хюттенштрассе и Обербилькер Аллею.

#### Транспортные линии
- Электропоезд S 8: Хаген — Вупперталь — Дюссельдорф — Нойс — Мёнхенгладбах. 20-минутный такт в рабочие дни.
- Электропоезд S 11: Аэропорт Дюссельдорфа — Дюссельдорф — Нойс - Дормаген — Кёльн — Бергиш Гладбах. 20-минутный такт.
- Дизель-поезд S 28: Карст — Нойс — Дюссельдорф — Эркрат — Меттман — Вупперталь. 20-минутный такт.
- Трамваи: 701, 704, 705, 707. Все с 10-минутным тактом.
- Автобусы: 732, 736, 835.

## Государственные учреждения

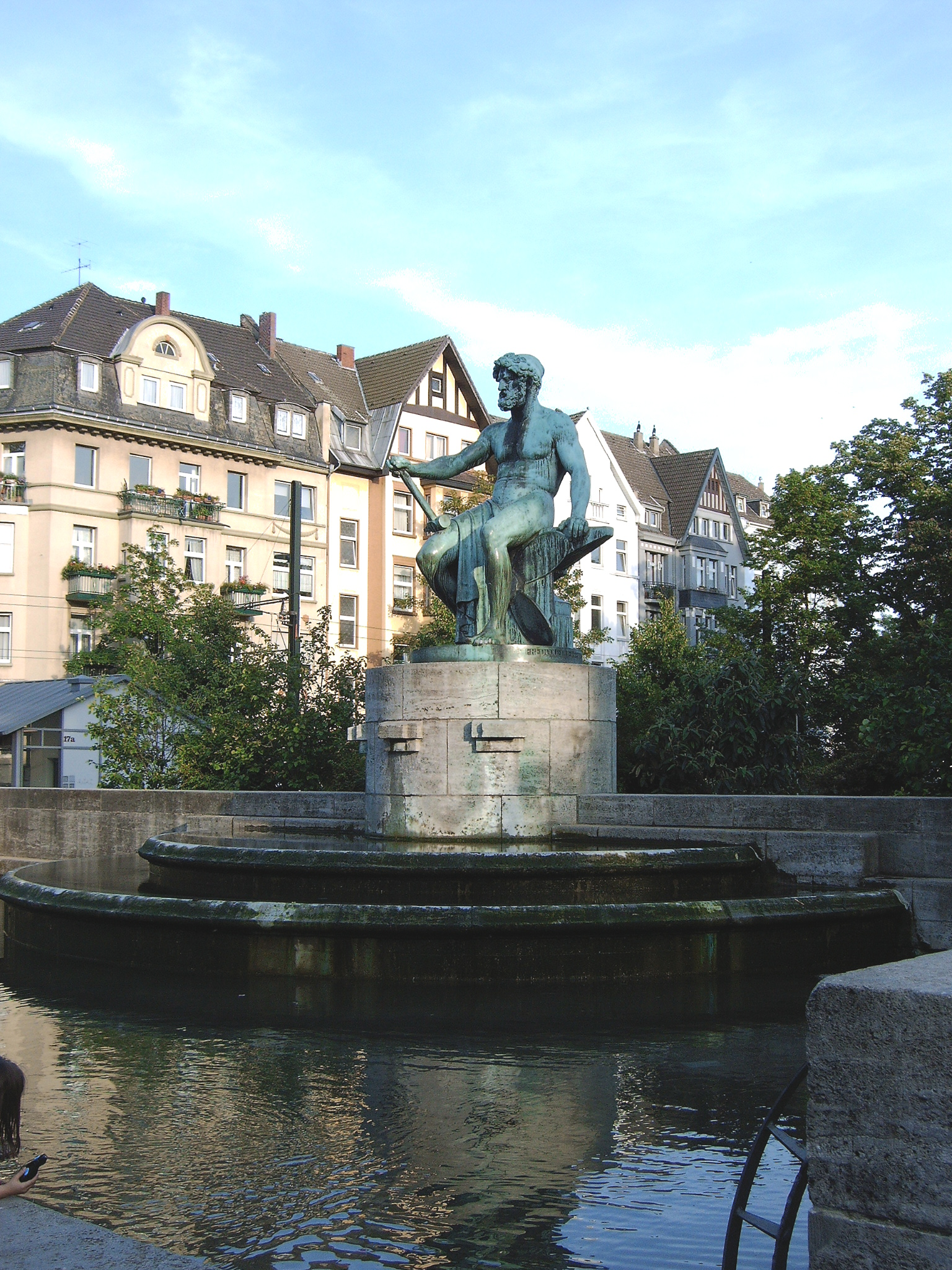
Индустриальный фонтан

Центр управления профессиональной пожарной бригады Дюссельдорфа находится в районе Фридрихштадт, по адресу Хюттенштрассе, 68. По адресу Луизенштрассе, 73 находится средняя (реальная) школа Луизенштрассе, здание которой было спроектировано Йоханнесом Радке.

## Достопримечательности
- Католическая церковь Святого Антония — самая большая церковь в Дюссельдорфе. Она была построена архитектором Вильгельмом Зюльтенфуссом в позднероманском стиле между 1905 и 1909 годами. Церковь Святого Антония является памятником архитектуры с 1983 года и была отреставрирована в 1997 году.
- Индустриальный фонтан стоит на Фюрстенплац с 1939 года. С 1913 по 1926 год он располагался напротив бывшего Дворца художественных выставок. Три бронзовые скульптуры, превышающие по размеру натуральную величину, были созданы скульптором Фридрихом Кубилье и изображают мифологического бога Вулкана, шахтера и сталевара.
- Муниципальный театр Forum Freies, представляющий экспериментальный театр.